# Files!
《Files!》是beyond發行的國語精選集。

## 曲目
1. 關心永遠在
2. CRYIN'(國)
3. 情深依舊
4. 和平世界
5. PARADISE(國)
6. 一廂情願
7. 情人(國)
8. 長城(國)
9. 糊塗的人
10. 活得精彩
11. 祝您愉快(國)
12. 因為有你有我
13. 命運是我家
14. 一輩子陪我走